# (1332) Marconia
(1332) Marconia est un astéroïde de la ceinture principale découvert le 9 janvier 1934 par l'astronome italien Luigi Volta. Il a été nommé en l'honneur de Guglielmo Marconi.

## Historique
Le lieu de découverte, par l'astronome italien Luigi Volta, est Pino Torinese.
Sa désignation provisoire, lors de sa découverte le 9 janvier 1934, était 1934 AA.